# Cerambycini
Tribu
Les Cerambycini sont une tribu d'insectes coléoptères de la famille des Cerambycidae et de la sous-famille des Cerambycinae.

## Dénomination
Cette tribu a été décrite par l'entomologiste français Pierre André Latreille en 1802, sous le nom de Cerambycini.

### Synonymie
- Cerambycina (Latreille, 1804)[1]
- Cérambyçaires Mulsant, 1839
- Cérambycitae verae Thomson, 1860
- Cerambycites Fairmaire, 1864
- Cerambycina Thomson, 1866
- Cérambycides virais Lacordaire, 1869
- Sphallotrichina Martins & Monné, 2002

## Taxinomie
Liste des genres
Selon BioLib (20 mai 2016) :
- Aeolesthes Gahan, 1890
- Allodissus Schwarzer, 1926
- Amphelictus Bates, 1884
- Atiaia Martins & Monné, 2002
- Bolbotritus Bates, 1871
- Bothrocerambyx Schwarzer, 1929
- Butherium Bates, 1870
- Calocerambyx Heller, 1905
- Calpazia Pascoe, 1857
- Cerambyx Linnaeus, 1758
- Cevaeria Tavakilian, 2003
- Coelodon Audinet-Serville, 1832
- Coelodoniella Adlbauer, 2005
- Coleoxestia Aurivillius, 1912
- Criodion Audinet-Serville, 1833
- Cyriopalus Pascoe, 1866
- Derolus Gahan, 1891
- Derolydnus Hüdepohl, 1989
- Dialeges Pascoe, 1856
- Diorthus Gahan, 1891
- Dissaporus Aurivillius, 1907
- Dissopachys Reitter, 1886
- Djabiria Duvivier, 1891
- Dymasius Thomson, 1864
- Elydnus Pascoe, 1869
- Gibbocerambyx Pic, 1923
- Graciliderolus Lepesme & Breuning, 1958
- Hamaticherus Audinet-Serville, 1834
- Hirtobrasilianus Fragoso & Tavakilian, 1985
- Hoplocerambyx Thomson, 1864
- Imbrius Pascoe, 1866
- Ischionorox Aurivillius, 1922
- Iuati Martins & Galileo, 2010
- Jebusaea Reiche, 1877
- Juiaparus Martins & Monné, 2002
- Jupoata Martins & Monné, 2002
- Lachnopterus Thomson, 1864
- Macrambyx Fragoso, 1982
- Margites Gahan, 1891
- Massicus Pascoe, 1867
- Massirachys Vitali, Gouverneur & Chemin, 2017
- Melathemma Bates, 1870
- Metacriodion Fragoso, 1970
- Micrambyx Kolbe, 1893
- Microderolus Aurivillius, 1925
- Mimosebasmia Pic, 1946
- Nadezhdiella Plavilstshikov, 1931
- Neocerambyx Thomson, 1860
- Neoplocaederus Sama, 1991
- Ochrodion Fragoso, 1982
- Odzala Villiers, 1968
- Opsamates Waterhouse, 1879
- Pachydissus Newman, 1838
- Paracriodion Fragoso, 1982
- Parasphallenum Fragoso, 1982
- Peruanus Tippmann, 1960
- Plocaederus Megerle, 1835
- Pneumida J. Thomson, 1864
- Poeciloxestia Lane, 1965
- Potiaxixa Martins & Monné, 2002
- Prosphilus Thomson, 1864
- Pseudaeolesthes Plavilstshikov, 1931
- Pseudopachydissus Pic, 1933
- Ptycholaemus Chevrolat, 1858
- Rhytidodera White, 1853
- Sebasmia Pascoe, 1859
- Sphallambyx Fragoso, 1982
- Sphallenopsis Fragoso, 1981
- Sphallenum Bates, 1870
- Sphallopterus Fragoso, 1982
- Sphallotrichus Fragoso, 1982
- Spiniderolus Lepesme & Breuning, 1958
- Striatoptycholaemus Lepesme & Breuning, 1956
- Tapinolachnus Thomson, 1864
- Taurotagus Lacordaire, 1869
- Teraschema Thomson
- Trachylophus Gahan, 1888
- Trirachys Hope, 1841
- Utopia J. Thomson, 1864
- Xenopachys Sama, 1999
- Xestiodion Fragoso, 1981
- Xoanodera Pascoe, 1857
- Xoanotrephus Hüdepohl, 1989
- Zatrephus Pascoe, 1857
- Zegriades Pascoe, 1869

### Articles liés
- Cerambycinae
- Liste des Cerambycinae de Guyane